# Красная Горка (Елабужский район)
 Красная Горка  — поселок в Елабужском районе Татарстана. Входит в состав Большешурнякского сельского поселения.

## География
Находится в северной части Татарстана на расстоянии приблизительно 35 км на северо-запад по прямой от районного центра города Елабуга недалеко от места впадения речки Умяк в Вятку.

## История
Поселок основан в 1920-е годы.

## Население
Постоянных жителей было в 1938 — 89, в 1958 — 88, в 1970 — 44, в 1977 — 6, в 1989 — 4. Постоянное население составляло 7 человек (русские 29 %, кряшены 57 %) в 2002 году, 1 в 2010.